# Tercera guerra anglo-afgana
La tercera guerra anglo-afgana (pastún: د افغان-انګلیس دریمه جګړه), también conocida como la Tercera Guerra Afgana, comenzó el 6 de mayo de 1919 y finalizó con un armisticio el 8 de agosto de ese mismo año.
Según el autor británico Michael Barthorp, fue una victoria táctica de menor importancia para el Reino Unido de Gran Bretaña e Irlanda debido a que la Línea Durand se reafirmó como la frontera entre el Emirato de Afganistán y la India británica y los afganos acordaron no crear problemas en el lado británico. Los afganos consiguieron recuperar el derecho a realizar su propia política exterior como estado totalmente independiente.

## Preludio
El origen de la tercera guerra anglo-afgana se remonta a muchos años antes de que se iniciaran las hostilidades. Para los británicos, Afganistán fue visto desde siempre como una amenaza para sus dominios en la India. Durante mucho tiempo, la principal preocupación británica fue el interés del Imperio ruso por Afganistán, desde donde podrían lanzar una posible invasión de la India. Este periodo se conoce como el Gran Juego. En un esfuerzo por anular esta amenaza, los británicos hicieron numerosos intentos para imponer su voluntad sobre Kabul, y en el transcurso del siglo XIX se habían enfrentado ya en dos guerras: la Primera guerra anglo-afgana (1839-42 ) y la Segunda guerra anglo-afgana (1878–80).
El final de la segunda guerra de Afganistán en 1880 marcó el comienzo de casi 40 años de buenas relaciones entre Gran Bretaña y Afganistán bajo la dirección de Abdur Rahman Khan y Habibulá Khan, tiempo durante el cual los británicos trataron de dirigir la política exterior de Afganistán a través del pago de un cuantioso subsidio. Aunque Afganistán se mantuvo independiente, sin embargo, por el Tratado de Gandamak (1879) cedió que, "en asuntos externos no tendría más ventanas hacia el mundo exterior que la de la India".
La muerte en 1901 del emir Abdur Rahman Khan condujo indirectamente a la guerra que comenzó 18 años después. Su sucesor, Habibulá, fue un líder pragmático que se puso del lado de Gran Bretaña o Rusia, en función de los intereses afganos. A pesar del considerable resentimiento por no haber sido consultado sobre la Convención anglo-rusa de 1907 (Convención de San Petersburgo), Afganistán se mantuvo neutral durante la Primera Guerra Mundial (1914-1918), resistiendo una presión considerable del Imperio otomano cuando entró en el conflicto del lado del Imperio alemán y de que el sultán (como líder titular del Islam) llamó a una guerra santa contra los Aliados.
A pesar de permanecer neutral en el conflicto, Habibulá de hecho aceptó una misión germano-otomana en Kabul y la ayuda militar de las Potencias Centrales, tratando de jugar con ambos bandos en conflicto para sacar la mejor tajada. Consiguió resistirse a numerosas solicitudes de ayuda con distintas excusas, sin embargo no podía tener controlados a los líderes tribales problemáticos con los que, con intención de socavar el dominio británico en la India, contactaron agentes turcos para intentar desestabilizar la frontera. La salida de una gran parte del Ejército indio británico para luchar en el extranjero y las noticias de las derrotas británicas a manos de los turcos, ayudaban a estos agentes turcos en su esfuerzo por fomentar la sedición, y en 1915 había malestar entre la tribu de los Mohmand y después de los Mahsuds. A pesar de estos brotes, la frontera se mantuvo en general tranquila en un momento en que Gran Bretaña no podía permitirse problemas.
La misión germano-otomana dejó Kabul en 1916. Para entonces, sin embargo, había conseguido convencer a Habibulá de que Afganistán era una nación independiente y que no debería estar en deuda con nadie. Con el final de la Primera Guerra Mundial, Habibulá trató de obtener una recompensa del gobierno británico por su ayuda durante la guerra. Buscando el reconocimiento británico de la independencia de Afganistán en los asuntos exteriores, exigió un asiento en la Conferencia de Paz de Versalles en 1919. Esta solicitud fue denegada por el virrey, Frederic Thesiger, primer vizconde de Chelmsford, con el argumento de que la asistencia a la conferencia se limitaba a los beligerantes. Estaban programadas más negociaciones, pero antes de que pudieran comenzar, Habibulá fue asesinado el 19 de febrero de 1919.
Esto dio lugar a una lucha por el poder con el hermano de Habibulá, Nasrullah Khan, autoproclamado como sucesor, mientras que en Kabul Amanulá, el tercer hijo de Habibulá, también se había proclamado emir. Sin embargo, el ejército afgano sospechaba de la complicidad de Amanulá en la muerte de su padre. Con la necesidad de consolidar su poder tras apoderarse del trono en abril de 1919, Amanulá se hizo pasar por un hombre de ideales democráticos, prometiendo reformas en el sistema de gobierno. Dijo que no debería haber ningún trabajo forzado, tiranía y opresión, y que Afganistán debería ser libre e independiente y que no debería estar limitado por el Tratado de Gandamak.
Al sentarse en el trono, Amanulá tenía a su tío Nasrullah detenido por la muerte de Habibulá, condenado a cadena perpetua. Nasrullah había sido el líder del sector más conservador de Afganistán, situación que debilitaba la posición de Amanulá como emir entre los conservadores. En abril de 1919 se dio cuenta de que si no podía encontrar una manera de contentar a los conservadores tendría serias dificultades para mantenerse en el poder. Buscando un pretexto que distrajera la atención interna sobre la disputa en el tribunal afgano, encontró una oportunidad en el malestar social creciente en la India después de la masacre de Amritsar, Amanulá aprovechó esta circunstancia y decidió invadir la India británica.

## Fuerzas enfrentadas
En 1919, el ejército regular afgano no era una fuerza formidable, y solo fue capaz de reunir unos 50 000 hombres. Estos hombres se organizaban en 21 regimientos de caballería y 75 batallones de Infantería, con unas 280 modernas piezas de artillería, organizadas en 70 baterías de apoyo. Adicionalmente, como refuerzo del ejército, los mandos afganos podrían recurrir a la lealtad de hasta 80 000 hombres de las tribus fronterizas y un número indeterminado de desertores de las unidades locales de milicianos bajo mando británico. En realidad, el ejército regular afgano no estaba preparado para la guerra. Como en años anteriores, los niveles superiores de los cuerpos de oficiales estaban plagados de intrigantes políticos. En su libro sobre la campaña, el teniente general George Molesworth dio la siguiente evaluación del ejército del Emir:

"Las unidades regulares afganas [...] estaban mal entrenadas, mal pagadas, y probablemente mermadas de efectivos. La caballería, que era un poco mejor que la mediocre infantería, montaba ponis igualmente mediocres. Los fusiles variaban desde los modernos modelos alemanes, turcos y británicos, a los obsoletos Martinis y Snyders. Pocas unidades de infantería disponían de bayonetas. La artillería era transportada sobre ponis, o empaquetada, e incluía el moderno obús de 100 mm Krupp, el cañón de montaña Krupp de 75 mm y el antiguo cañón de 7 libras. Había unas pocas, muy antiguas, ametralladora Gardner de 4 cañones. La munición era escasa y su suministro muy difícil. Para la artillería se utilizaba mucha pólvora negra, tanto como un propulsor como carga rompedora de los proyectiles. Los talleres del arsenal de Kabul eran muy elementales, atendidos principalmente por artesanos sij con mucho ingenio, pero poca habilidad real. No había transporte organizado y los medios para el suministro eran rudimentarios".

Sin embargo, el principal problema para los británicos fue el descontento entre sus soldados. Las tropas de la India ya no obedecían las órdenes tan fácilmente como antes de la Primera Guerra Mundial, que estaba finalizando. Al igual que otras unidades del ejército británico, muchos de los soldados consideraban la guerra acabada y ansiaban su desmovilización. El ejército indio había sido empleado a fondo en la Primera Guerra Mundial y había sufrido un gran número de bajas. Muchas de sus unidades aún no habían regresado del extranjero, y las que tenían, habían iniciado el proceso de desmovilización y, como tal, muchos regimientos habían perdido casi todas sus hombres más experimentados.
Del mismo modo, el ejército británico en la India había sido reducido al mínimo. Antes de 1914 había 61 regimientos británicos de servicio en la India. De ellos, 10 (dos de caballería y de ocho de infantería) habían sido trasladados para luchar en Europa o el Oriente Medio. En su lugar, miembros de las unidades de la Territorial Army (TA), soldados a tiempo parcial, por lo general solo previstos para defensa local de la metrópoli, pero que se habían ofrecido para el servicio en el extranjero, habían sido enviados con el fin de liberar parte de las unidades regulares estacionadas en la India para emplearlas en combates en Francia. Después de cuatro años de vida cuartelera, lejos de sus familias y sin afecto, la mayoría de estos hombres solo querían ser licenciados y regresar a Gran Bretaña para seguir adelante con sus vidas. No estaban, de ninguna manera, preparados para una dura batalla en la frontera de la India.

## Importancia del poder aéreo británico
Aunque limitado en número y calidad, el poder aéreo demostró ser uno de los mayores activos que poseían los británicos durante este conflicto. No solo les permitió extender su alcance más allá de la frontera y bombardear Kabul, sino que también les permitió a hostigar al enemigo en retirada y dispersar a las tribus en su intento de formar grupos más grandes antes de lanzar un ataque. La capacidad de los británicos para usar su poder aéreo, incluso en incursiones a pequeña escala, tuvo efectos psicológicos considerables. Por ejemplo, la incursión de un solo aeroplano contra el palacio que tuvo lugar el 24 de mayo de 1919, a pesar de efectuar poco daño real, sin embargo, afectó mucho a la moral de los ciudadanos afganos y contribuyó a que el rey Amanulá solicitara un armisticio.
De hecho, como resultado de la guerra y las lecciones que se aprendieron sobre el potencial del poder aéreo en la región, después de la guerra, el Chief of the Air Staff, Sir Hugh Trenchard, propuso el control de la frontera mediante el poder aéreo. Este plan había tenido mucho éxito en Mesopotamia, Adén y la Transjordania, sin embargo, debido a la singularidad de la frontera noroccidental y también debido a la política entre los distintos servicios, el plan no fue aceptado hasta más tarde. En 1937, finalmente se decidió que en el caso de otra guerra con Afganistán, o de un gran levantamiento tribal, la RAF tomaría la ofensiva, mientras que las fuerzas de tierra actuarían a la defensiva.
El rey Amanulá se opuso a los bombardeos británicos sobre Kabul citando la condena británica de los ataques de zepelines en Londres. En su carta al gobierno británico dijo: "Es una cuestión de gran pesar que el lanzamiento de bombas por los zepelines en Londres fuera denunciado como un acto salvaje y el bombardeo de lugares de culto y lugares sagrados se considerase como una operación abominable, mientras que ahora vemos con nuestros propios ojos que esas operaciones eran un hábito que es frecuente entre todos los pueblos civilizados de Occidente." Durante el curso del conflicto, las pérdidas de aviones británicos incluyeron al menos un avión que se estrelló y dos derribados.

## Resultado

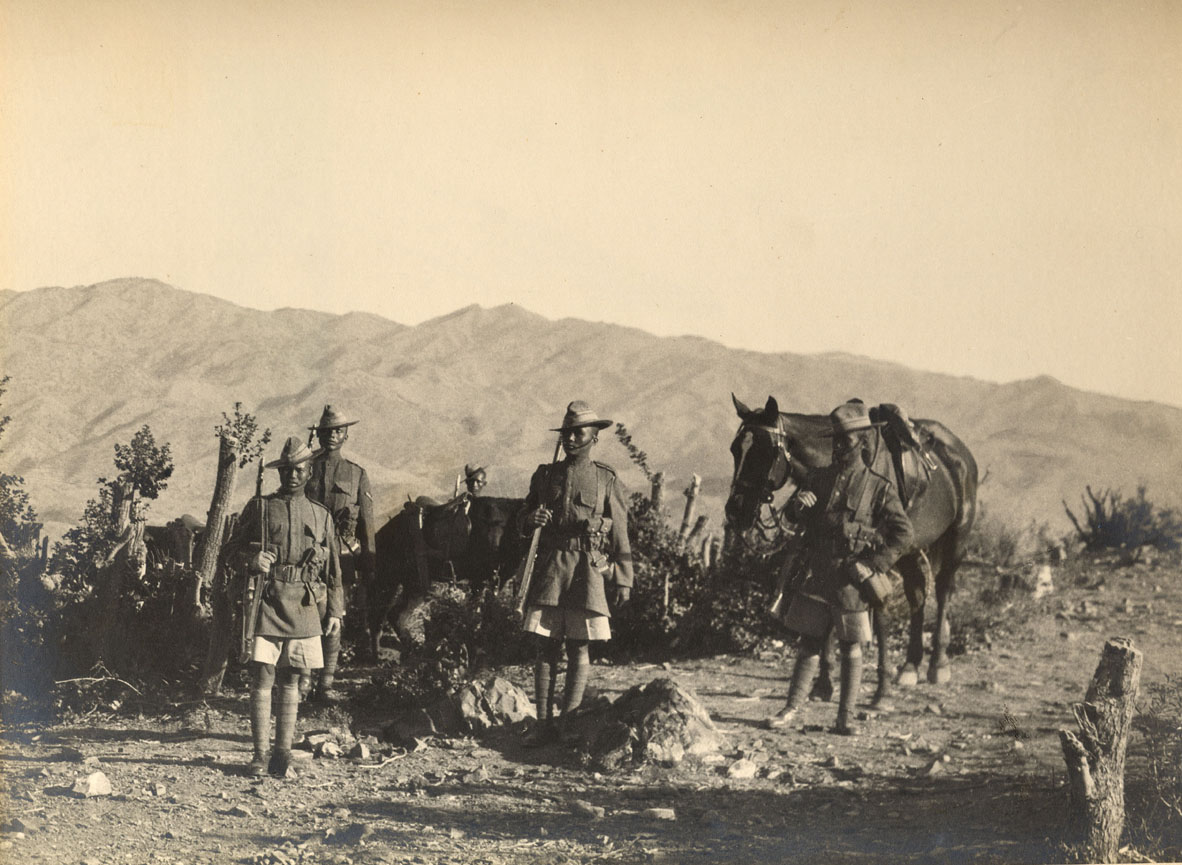
2nd/5th Royal Gurkha Rifles, North-West Frontier 1923